# Терраньйоло
Терраньоло (італ. Terragnolo, вен. Teragnoło) — муніципалітет в Італії, у регіоні Трентіно-Альто-Адідже,  провінція Тренто.
Терраньоло розташоване на відстані близько 460 км на північ від Рима, 21 км на південь від Тренто.
Населення — 731 особа (2014).

## Демографія
Населення за роками:

Станом на 1 січня 2023 року в муніципалітеті офіційно проживав 31 іноземець з 12 країн, серед них 8 громадян країн Євросоюзу та 5 громадян України.

## Сусідні муніципалітети
- Фольгарія
- Лагі
- Позіна
- Роверето
- Трамбілено
- Валларса